# Ronnie
«Ronnie» es la decimotercera canción del sexto álbum de estudio Load de la banda estadounidense de thrash metal y heavy metal Metallica.
La canción cuenta la historia de Ronnie Long, habitante de un pequeño y aburrido pueblo que un día enloquece y comienza a dispararle a la gente. Algunas páginas de fanes informan que la canción está inspirada en una tragedia real sucedida en 1995 en una escuela del Estado de Washington, protagonizada por una persona llamada Ron Brown, pero del hecho no hay otras referencias. 
Suena un poco influenciada por el hard rock y por el blues al igual que el resto de las canciones del disco. Al igual que las demás muestra un riff simple que varía en la canción. Su duración es de aproximadamente 5:16.

## Créditos
- James Hetfield: Voz, guitarra rítmica y primer solo de guitarra.
- Kirk Hammett: Guitarra líder.
- Jason Newsted: Bajo eléctrico y coros.
- Lars Ulrich: Batería y percusión.